# Lammersfeld
Lammersfeld ist eine zur Gemeinde Heiden im Westmünsterland gehörende Bauerschaft.
Auf Karten ist Lammersfeld auch unter Dorfbauerschaft zu finden, wobei es sich um eine im Alltag nicht mehr gebrauchte Bezeichnung handelt.
2012 hatte das Lammersfeld 515 Einwohner.

## Geografie

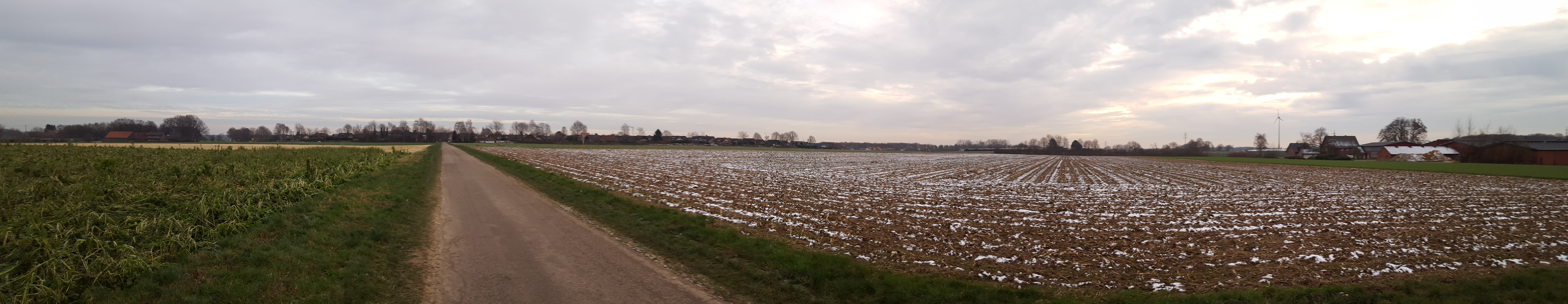
Das Lammersfeld (Januar 2016)

### Lage
Lamersfeld liegt zwischen dem Dorf Heiden im Süden und der Stadt Borken im Nordwesten. Östlich von Lammerfeld liegt die Bauerschaft Nordick, südwestlich der Borkener Stadtteil Marbeck und die ebenfalls zu Borken gehörende Bauerschaft Grütlohn.
| Stadt Borken                     | Stadtteil Gemen (zu Borken) | Dorf Ramsdorf (zu Velen)        |
| Bauerschaft Grütlohn (zu Borken) | Kompass                     | Bauerschaft Nordick (zu Heiden) |
| Dorf Marbeck (zu Borken)         | Dorf Heiden                 |                                 |

### Struktur
Lammersfeld ist eine reine Streusiedlung. Es wird von Ost nach West vom Wichersbach durchzogen, der in die Borkener Aa mündet.  Die Landschaft ist von leichten Hügeln durchzogen, die Ausläufer der sogenannten Berge sind.

## Verkehr

### Straßenverkehr
Die wichtigste Straße ist die L 600, die Heiden und Borken verbindet, aber auch ein Zubringer für die A 31 ist. Des Weiteren laufen die K 57 (Heiden–Gemen) und K 55 (Heiden–Ramsdorf) durch das Gebiet der Bauerschaft Lammersfeld.

### ÖPNV
Der Regionalbus R74 hält an der L 600 an drei Stationen innerhalb der Bauerschaft stündlich jeweils Richtung Borken und Heiden/Reken.